# Лобо, Эухенио Херардо
Эухенио Херардо Лобо Уэрта (исп. Eugenio Gerardo Lobo; 24 сентября 1679, Куэрва, Толедо — 1750, Барселона) — испанский поэт, драматург и юморист

. Военачальник, генерал-лейтенант. Военный губернатор Барселоны (1746—1750).

## Биография
Дворянин. С юности посвятил себя военной карьере, капитаном кирасиров участвовал в Войне за испанское наследство. В 1705 году защищал Бадахос, в 1707 году сражался при Альмансе. В том же году отправился в Сарагосу на службу у герцога Орлеанского. В 1732 году участвовал в испанском завоевании Орана (Алжир).
В рядах испанской пехотной гвардии в 1737 году воевал в Неаполе против австрийцев. В 1743 году назначен бригадным генералом, был серьёзно ранен в битве при Кампо Санто, после чего вышел в отставку.
В 1746 году назначен военным губернатором Барселоны в чине генерал-лейтенанта. Умер в результате падения с лошади.

## Творчество
Э. Х. Лобо — один из самых популярных поэтов первой половины XVIII века, выделялся своим остроумием, писал юмористические и сатирические стихи. Превосходный лирик прибегал практически ко всем известным в его время поэтическим размерам и формам, множество стихов написано традиционным, известным по средневековым кансьонейро размером — редондильей (восьмисложником).
Автор веселой и беззаботной поэзии, написанной в стиле «arte menor» (короткие стихи). Его первые работы начали публиковаться в 1713 году. Издал сборник стихов Selva de las Musas (Кадис, 1717) в двух томах (оды, сонеты и т. д.). Позже несколько раз сборник переиздавался (1724, Мадрид, 1738, 1758, 1769).
По рассказам, он до того привык к стихосложению, что совершенно не мог писать в прозе.
Хотя произведения Э. Х. Лобо заражены господствовавшим в то время в Испании дурным вкусом и истинно поэтические мотивы встречаются в них редко, все же из всех современных ему поэтов он заслуживает наибольшего внимания. Он был также драматургом.